# Bagulā
Bagulā är en ort i Indien.   Den ligger i distriktet Nadia och delstaten Västbengalen, i den östra delen av landet, 1 300 km sydost om huvudstaden New Delhi. Bagulā ligger 18 meter över havet och antalet invånare är 20 999.
Terrängen runt Bagulā är mycket platt. Runt Bagulā är det mycket tätbefolkat, med 1 956 invånare per kvadratkilometer. Närmaste större samhälle är Krishnanagar, 17,1 km nordväst om Bagulā. Trakten runt Bagulā består till största delen av jordbruksmark.